# Goniotorna heteropa
Goniotorna heteropa es una especie de polilla del género Goniotorna, familia Tortricidae.
Fue descrita científicamente por Diakonoff en 1960.

## Distribución
Se encuentra en Madagascar.